# Boltenia carnea
Boltenia carnea är en sjöpungsart som beskrevs av author unknown. Boltenia carnea ingår i släktet Boltenia och familjen lädermantlade sjöpungar. Inga underarter finns listade.